# 3. deild Wysp Owczych (1989)
W roku 1989 odbyła się 14. edycja 3. deild Wysp Owczych – trzeciej ligi piłki nożnej Wysp Owczych. W rozgrywkach brało udział 10 klubów z całego archipelagu. Kluby z pierwszego i drugiego miejsca awansowały do 2. deild. W sezonie 1989 były to: Fram Tórshavn i Royn Hvalba. Dwa kluby z ostatnich miejsc spadały do 4. deild, jednak w roku 1989 były to: HB III Tórshavn z miejsca ósmego, który został relegowany z uwagi na spadek drugiego składu HB Tórshavn z 2. deild, i AB Argir.

## Uczestnicy
| Uczestnicy 3. deild Wysp Owczych 1988                                                                         | Uczestnicy 3. deild Wysp Owczych 1988 | Uczestnicy 3. deild Wysp Owczych 1988 | Uczestnicy 3. deild Wysp Owczych 1988 |
| --- | ------------------------------------- | ------------------------------------- | ------------------------------------- |
| TB II | TB II Tvøroyri                        | 3                                     |                                       |
| ÍFS | ÍF Streymur                           | 4                                     |                                       |
| AB | AB Argir                              | 5                                     |                                       |
| Fram | Fram Tórshavn                         | 6                                     |                                       |
| ÍF II | ÍF II Fuglafjørður                    | 7                                     |                                       |
| HBIII | HB III Tórshavn                       | 8                                     |                                       |
| Spadek z 2. deild Wysp Owczych 1988                                                                           |                                       |                                       |                                       |
| EB | EB Eiði                               | 9                                     |                                       |
| Royn | Royn Hvalba                           | 10                                    |                                       |
| Awans z 4. deild Wysp Owczych 1988                                                                            |                                       |                                       |                                       |
| LÍFII | LÍF II Leirvík                        |                                       |                                       |
| VB II | VB II Vágur                           |                                       |                                       |
| Oznaczenia: - kolumna pierwsza – skróty nazw drużyn, - kolumna trzecia – miejsce zajęte w poprzednim sezonie. |                                       |                                       |                                       |

## Tabela ligowa
| Lp. | Drużyna               | M  | Z  | R | P  | Bramki | Bramki | Różn. | Pkt | Uwagi              |
| --- | --------------------- | -- | -- | - | -- | ------ | ------ | ----- | --- | ------------------ |
| 1   | Fram Tórshavn (M) (A) | 18 | 11 | 4 | 3  | 35     | 20     | +15   | 26  | Awans do 2. deild  |
| 2   | Royn Hvalba (A)       | 18 | 11 | 3 | 4  | 41     | 17     | +24   | 25  | Awans do 2. deild  |
| 3   | ÍF II Fuglafjørður    | 18 | 8  | 6 | 4  | 37     | 17     | +20   | 22  |                    |
| 4   | ÍF Streymur           | 18 | 9  | 4 | 5  | 33     | 23     | +10   | 22  |                    |
| 5   | EB Eiði               | 18 | 7  | 4 | 7  | 32     | 27     | +5    | 18  |                    |
| 6   | VB II Vágur           | 18 | 7  | 4 | 7  | 35     | 36     | −1    | 18  |                    |
| 7   | TB II Tvøroyri        | 18 | 8  | 1 | 9  | 43     | 48     | −5    | 17  |                    |
| 8   | HB III Tórshavn (S)   | 18 | 8  | 0 | 10 | 35     | 44     | −9    | 16  | Spadek do 4. deild |
| 9   | LÍF II Leirvík        | 18 | 4  | 2 | 12 | 24     | 45     | −21   | 10  |                    |
| 10  | AB Argir (S)          | 18 | 2  | 2 | 14 | 21     | 59     | −38   | 6   | Spadek do 4. deild |